# تودو، استونی
تودو (به لاتین: Tudu) یک منطقهٔ مسکونی در استونی است که در دهستان وینی واقع شده‌است. تودو ۳۰۲ نفر جمعیت دارد.